# Ceres (Kalifornia)
Ceres – miasto w Stanach Zjednoczonych, w stanie Kalifornia, w hrabstwie Stanislaus.